# Tiberio Claudio Cogidubno
Tiberio Claudio Cogidubno (o Togidubno, Togidumno o similar) fue un rey del siglo I de la tribu de los Regnenses o tribu Regni en la temprana Britania romana.

## Lugar de nacimiento
Chichester y la cercana villa romana de Fishbourne, que algunos creen que fue el palacio de Cogidubnus, fueron probablemente parte del territorio de la tribu de los Atrebates antes de la conquista romana de Gran Bretaña en el año 43. Cogidubno pudo por lo tanto haber sido un heredero de Verica, el rey de los Atrebates cuyo derrocamiento impulsó al emperador Claudio a invadir. Después de la conquista la zona formó parte de la civitas de los Regnenses / Regni, posiblemente el reino de Cogidubno antes de ser incorporado a la provincia romana. Los baños públicos, el anfiteatro y el foro de Silchester fueron construidos probablemente en la época de Cogidubno.

## Fuentes

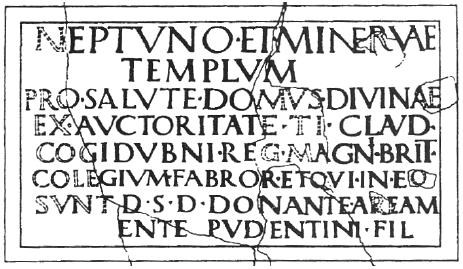
Inscripción de Chichester

## Villa en Fishbourne
Barry Cunliffe (que fue el arqueólogo que descubrió Fishbourne) ha planteado la teoría de que el Palacio Romano de Fishbourne era la sede real de Cogidubno. Ciertamente la fase temprana del palacio, que data de alrededor del 65 d. C., podría haber pertenecido a él o a un tal Tiberio Claudio Catuaro, cuyo anillo de oro inscrito fue encontrado en excavaciones cercanas. Miles Russell, sin embargo, ha sugerido que, como la principal fase de construcción del palacio propiamente dicho en Fishbourne parece haber sido a principios de los 90, durante el reinado del emperador Domiciano que construyó la Domus Flavia, un palacio de diseño similar sobre el Monte Palatina en Roma, Fishbourne podría haber sido construido en cambio para Salustio Lúculo, un gobernador romano de Britania de finales del siglo I. Lúculo pudo haber sido el hijo del príncipe británico Adminio.

## En la ficción
Tiberio Claudio Cogidubno aparece en los Libros de Texto de Latín de Cambridge II y III, y vive en el Palacio de Fishbourne mencionado anteriormente. Se enferma durante el libro y se traslada a Bath ya que cree que los baños sagrados pueden curarle de su enfermedad, pero conoce a Salvio. En los libros, está en medio de una conspiración contra su vida, encabezada por el malvado Salvio y el Emperador Domiciano. Muere bajo arresto domiciliario en la primavera del 83, después de haber estado enfermo durante algún tiempo, y su voluntad es recreada por Salvio para entregarse al Palacio de Fishbourne.
También es el personaje central de la novela de Mark Patton, An Accidental Kin, y un personaje secundario de la novela de Douglas Jackson, Claudius.
Es el padre de los personajes centrales de "They of Rome".
Es un personaje menor en las novelas de Lindsey Davis, A Body in the Bath House y The Jupiter Myth.
Es la primera persona protagonista de la novela de Linda Proud, Chariot of the Soul, en la que describe su educación en Roma, el estudio del estoicismo con Séneca, y su regreso a Britania encargado de la misión de persuadir a los reyes tribales para que no se resistieran a la invasión de los romanos.